# Hemerodromos
Der Hemerodromos war ein Tagläufer bzw. Eilbote im antiken Griechenland.
Der Begriff (altgriechisch ἡμεροδρόμος), Pl. Hemerodromen oder Hemerodromoi, auch Hemerodromi, setzt sich aus den griechischen Wörtern für „Tag“ (ἡμέρα heméra) und „Lauf“ (δρόμος drómos) zusammen und bezog sich figurativ auf die Sonne.
Hemerodromen waren als erfahrene Schnellläufer imstande, große Wegstrecken (meist) innerhalb eines Tages zurückzulegen, um auf diese Art wichtige Nachrichten in kürzester Zeit zu überbringen.
Antike Autoren erzählen von den bemerkenswerten Leistungen mehrerer namentlich genannter Hemerodromen. So wird beispielsweise von dem legendären Lauf des berühmten Eilboten Pheidippides berichtet, der im 5. Jh. v. Chr. von Marathon nach Athen geeilt sein soll, um dort die Nachricht vom athenischen Sieg über die Perser zu überbringen. 500 Jahre nach den entsprechendem Bericht des Herodot meinte der Philosoph Plutarch die Geschichte etwas dramatischer gestalten zu müssen und ließ Pheidippides nach dem knapp 40 km langen Lauf und dem Überbringen der Nachricht tot zusammenbrechen.
Tatsächlich war Pheidippides einige Tage zuvor bereits von Athen nach Sparta gelaufen, um eine Bitte der Athener um militärische Unterstützung zu überbringen. Einfache Strecke 245 km in zwei Tagen, hin und zurück also knapp 500 km. Die „Marathon-Strecke“ war also für einen geübten und trainierten Hemerodromos eher ein „Warmlaufen“.
Hemerodromen wurden auch als Kundschafter und Boten in Schlachten verwendet, die, von ihren Feldherren ausgesandt, z. B. feindliche Truppenbewegungen zu beobachten oder Geländebeschaffenheiten auszukundschaften und darüber zu berichten hatten oder um Befehle an weiter entfernte Truppenteile oder Verbündete zu überbringen.